# Cedicus
Cedicus là một chi nhện trong họ Cybaeidae.